# Huéscar
Huéscar (Latin: Osca) là một đô thị trong tỉnh Granada, Tây Ban Nha.

## Thành phố kết nghĩa
- Kolding, Đan Mạch (từ năm 1982)